# Еуфотична зона
Еуфотична зона (или фотична зона) што би са грчког језика било преведено као „добро осветљена зона“, је зона при површини мора или језера где је осветљеност довољна тако да може да се обавља процес фотосинтезе. То значи да у овој зони живе морске биљке. Дубина ове зоне варира; најдубљи слој је онај где интензитет светлости опадне до 1% у односу на саму површину воде. На дубину ће свакако утицати и тренутни климатски услови, односно годишње доба. На отвореном океану, ова зона достиже дубину од 150 до 200 метара.

## Живи свет
У овом региону живи око 90% свог океанског живља. При површини се могу наћи најситнији водени облици: фитопланктон и зоопланктон, у чији састав улазе рачићи копеподи, козице и други зглавкари, као и јаја и ларве других група животиња. Најкрупнији облици планктона, где се убрајају и медузе, могу бити месоједи, некрофаги или детритофаги. Они су значајан део ланца исхране, јер се њима хране и рибе. Харинге и њима сродне врсте имају занимљив режим исхране: оне могу да се хране и фитопланктоном. Способност да користе биљну храну им је омогућила да достигну толику бројност. Уопште, за ову зону воде се може рећи да је, осим месоједних, насељавају и биљоједне врсте риба. Такође, број малих риба се у овој зони ноћу повећава. Разлог за то је што су тада безбедније, јер су грабљивци мање активни. Ова њихова прилагођеност је и економичнија у погледу енергије, јер се у хладним дубљим деловима где проводе светли део дана њихов метаболизам успорава. Међутим, ноћу долази до појаве биолуминисценције планктона, јер по мишљењу неких научника, када планктон светли, привлачи предаторе ситних риба које се хране планктоном. Тако да, за ситне рибе ни ноћ није потпуно безбедна. Морски сисари, међу којима и делфини и китови, без обзира што могу дубоко да зароне, бораве највише у овој зони управо због хране.